# Indonezja na Letnich Igrzyskach Olimpijskich 2000
Indonezję na Letnich Igrzyskach Olimpijskich 2000 reprezentowało 47 zawodników, 27 mężczyzn i 20 kobiet.

## Zdobyte medale
| Medal  | Zawodnik                      | Dyscyplina           | Konkurencja               |
| ------ | ----------------------------- | -------------------- | ------------------------- |
| Złoto  | Tony Gunawan Candra Wijaya    | Badminton            | Gra podwójna mężczyzn     |
| Srebro | Hendrawan                     | Badminton            | Gra pojedyncza mężczyzn   |
| Srebro | Tri Kusharyanto Minarti Timur | Badminton            | Gra mieszana              |
| Srebro | Raema Lisa Rumbewas           | Podnoszenie ciężarów | Kategoria do 48 kg kobiet |
| Brąz   | Sri Indriyani                 | Podnoszenie ciężarów | Kategoria do 48 kg kobiet |
| Brąz   | Winarni Binti Slamet          | Podnoszenie ciężarów | Kategoria do 53 kg kobiet |